# Samuele Papi
Pour les articles homonymes, voir Papi.
Samuele Papi, né le 20 mai 1973 à Ancône en Italie, est un joueur italien de volley-ball. Il mesure 1,91 m et joue réceptionneur-attaquant. Il totalise 361 sélections en équipe d'Italie.

## Biographie
Il est récipiendaire de la croix de chevalier de l'Ordre du Mérite de la République italienne depuis le 25 juillet 2000 puis du rang d'officier depuis le 27 septembre 2004.

## Clubs
| Club                | De        | À         |
| ------------------- | --------- | --------- |
| Pallavolo Falconara | 1990-1991 | 1993-1994 |
| Piemonte Volley     | 1994-1995 | 1997-1998 |
| Sisley Volley       | 1998-1999 | 2010-2011 |
| Pallavolo Piacenza  | 2011-2012 | ...       |

## Palmarès

### Club et équipe nationale
- Jeux olympiques
  - Finaliste : 1996, 2004
- Championnat du monde (2)
  - Vainqueur : 1994, 1998
- Ligue mondiale (5)
  - Vainqueur : 1994, 1995, 1997, 1999, 2000
  - Finaliste : 1996, 2001, 2004
- Coupe du monde (1)
  - Vainqueur : 1995
  - Finaliste : 2003
- World SuperFour (1)
  - Vainqueur : 1994
- Championnat d'Europe (3)
  - Vainqueur : 1995, 1999, 2003
  - Finaliste : 2001
- Ligue des champions (3)
  - Vainqueur : 1999, 2000, 2006
  - Finaliste : 2001
- Coupe des Coupes puis Coupe de la CEV (3)
  - Vainqueur : 1997, 1998, 2011
- Coupe de la CEV puis Challenge Cup (3)
  - Vainqueur : 1996, 2003, 2013
- Supercoupe d'Europe (3)
  - Vainqueur : 1996, 1997, 1999
  - Perdant : 2000
- Championnat d'Italie (6)
  - Vainqueur : 1999, 2001, 2003, 2004, 2005, 2007
  - Finaliste : 1996, 1998, 2002, 2006, 2013
- Coppa Italia (6)
  - Vainqueur : 1996, 2000, 2004, 2005, 2007, 2014
  - Finaliste : 1997, 1998, 1999, 2001, 2003
- Supercoupe d'Italie (8)
  - Vainqueur : 1996, 1998, 2000, 2001, 2003, 2004, 2005, 2007
  - Perdant : 1997, 1999

### Distinctions individuelles
- Meilleur attaquant et meilleur défenseur du World SuperFour en 1994
- Meilleur réceptionneur du Championnat d'Europe 2003
- Meilleur attaquant de la Ligue mondiale 2004

## Hommage
Le 7 mai 2015, en présence du président du Comité national olympique italien (CONI), Giovanni Malagò, a été inauguré  le Walk of Fame du sport italien dans le parc olympique du Foro Italico de Rome, le long de Viale delle Olimpiadi. 100 tuiles rapportent chronologiquement les noms des athlètes les plus représentatifs de l'histoire du sport italien. Sur chaque tuile figure le nom du sportif, le sport dans lequel il s'est distingué et le symbole du CONI. L'une de ces tuiles lui est dédiée .